# Malaguti
Malaguti SpA – італійська компанія, яка виробляє скутери та мопеди. Вона була заснована в Болоньї в 1930 році по Антоніно Малагуті.

## Історія
У 1930-х роках Антоніно Малагуті заснував невелику фабрику велосипедів, призначену в основному для їзди на велосипеді. Після Другої світової війни компанія почала виробництво мопедів, які швидко стали основною діяльністю компанії. У 1960 році завод переїхав до Болоньї Сан-Лаццаро, розташованої недалеко від Болоньї. Наприкінці 2011 року, через поганий фінансовий стан, компанія оголосила про банкрутство і вирішила скасувати виробництво, але в грудні 2012 року воно було відновлено. В даний час основна увага приділяється підготовці, обслуговуванню та поставці запасних частин для раніше виготовлених моделей.

## Популярні моделі
- F15 Firefox
- F10 Jet Line
- F12 Phantom max
- F18 Warrior
- F15 Super Speed
- Madison 125/200/400
- Madison RS 250
- SpiderMax GT 500
- XTM/XSM 50